# Evangelisches Brevier (Hertzsch)

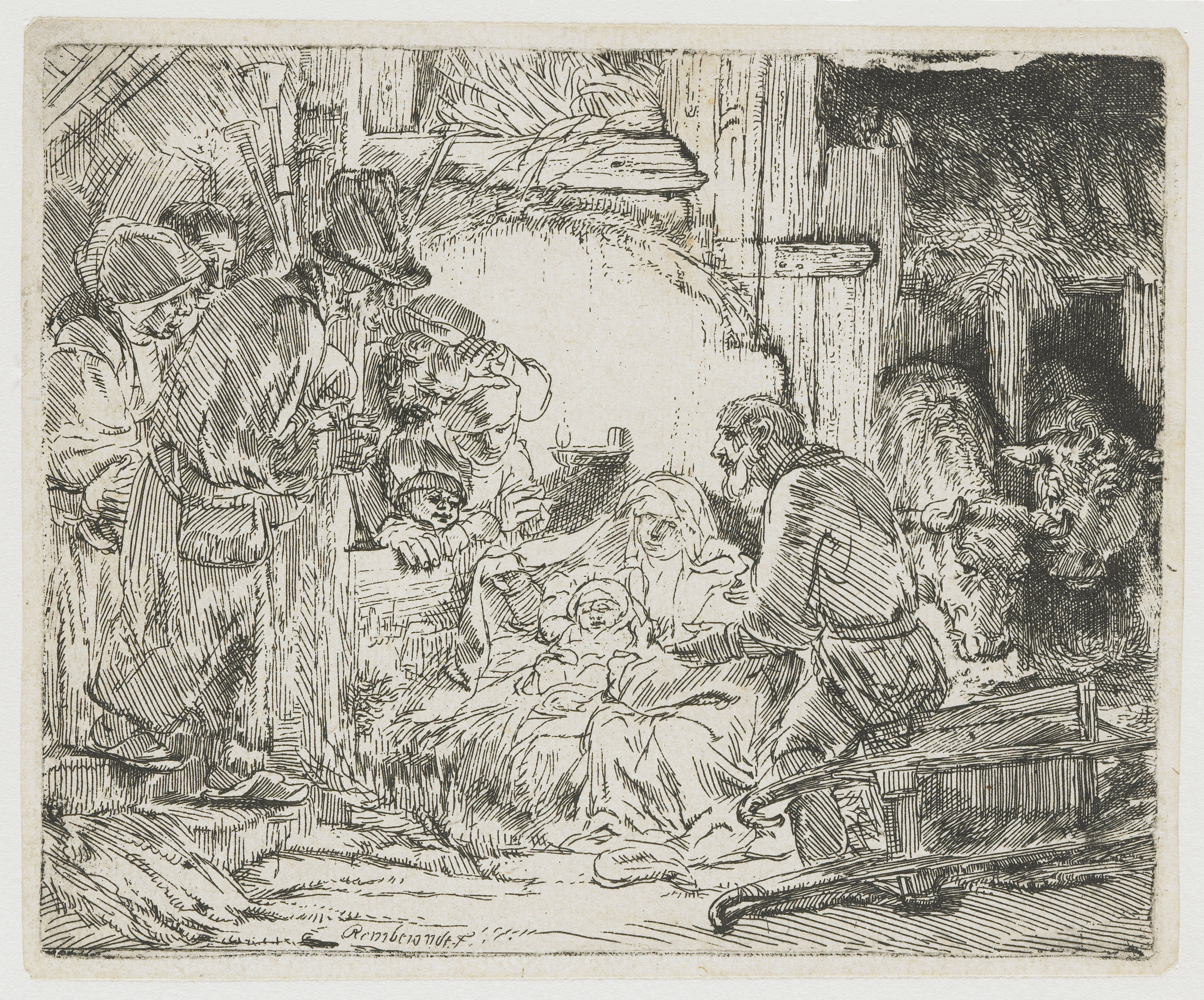
Rembrandt, Anbetung der Hirten (im Evangelischen Brevier Meditationsbild für Dienstag)

Evangelisches Brevier ist der Titel eines von dem Jenaer Praktischen Theologen und Religiösen Sozialisten Erich Hertzsch zusammengestellten und unter Christen in der DDR weit verbreiteten Gebetbuchs.

## Geschichte
Die Gebetszeiten entwickelten sich in der Endphase des Zweiten Weltkriegs und der Nachkriegszeit aus den Abendgebeten im Eisenacher Pfarrhaus. Die ausgewählten Lieder und Texte sollten meditativ angeeignet und dann auswendig gebetet werden. Von Dietrich Bonhoeffer übernahm Hertzsch das Konzept der „schriftgebundenen Meditation.“ Die Texte des Breviers waren auch als eine Art Eiserne Ration gedacht, da jeder Christ in Situationen geraten könne, „wo ihm keine Bibel, kein Gesangbuch, kein Gebetbuch zur Verfügung steht.“
Eine Besonderheit dieses Breviers sind die zu jedem Wochentag ausgewählten Radierungen von Rembrandt. Hertzsch verstand sie nicht als Illustrationen, sondern als Grundlage für die Meditation und stellte sich damit in die Tradition mittelalterlicher Breviere.
1959 wurde das Evangelische Brevier von der Pressestelle der Evangelisch-Lutherischen Kirche in Thüringen herausgegeben, eine zweite und dritte Auflage folgten 1976 und 1981. Die vierte Auflage von 1987 erschien gleichzeitig in Hamburg und Ostberlin. Unter dem Titel „Biblisches Brevier“ erschien 2001 eine fünfte aktualisierte Auflage, herausgegeben von Klaus-Peter Hertzsch.

## Aufbau
Es gibt vier Gebetszeiten: Mette, Laudes, Vesper und Komplet, wobei letztere als Nachtgebet immer gleich bleibt. Die Gebetszeiten Mette, Laudes und Vesper stehen unter den Themen Schöpfung – Erlösung – Heiligung, deshalb enthalten sie als Alternative zum Responsorium Auslegungen der drei Teile des Glaubensbekenntnisses aus Luthers Kleinem Katechismus. Jeder Wochentag ist unter ein biblisches Leitwort (Ich-bin-Wort aus dem Johannesevangelium) gestellt, und als Tagesbitte wird je ein Satz des Vaterunser gebetet, verbunden mit der entsprechenden Strophe aus Luthers Choral Vater unser im Himmelreich. In der Vesper kommt noch eine wöchentlich wechselnde Bibellese und ein Wochenlied hinzu.
| Wochentag  | Thema                  | Vaterunser-Bitte                   |
| ---------- | ---------------------- | ---------------------------------- |
| Sonntag    | Die Auferstehung       | Geheiligt werde dein Name          |
| Montag     | Das Reich Gottes       | Dein Reich komme                   |
| Dienstag   | Die Menschwerdung      | Dein Wille geschehe                |
| Mittwoch   | Das Brot des Lebens    | Unser tägliches Brot gib uns heute |
| Donnerstag | Der rechte Weinstock   | Vergib uns unsere Schuld           |
| Freitag    | Die Passion            | Führe uns nicht in Versuchung      |
| Samstag    | Der Heimgang zum Vater | Erlöse uns von dem Bösen           |

## Textausgaben
- Evangelisches Brevier. Evangelische Verlagsanstalt Berlin. 4. Auflage, Berlin 1987
- Biblisches Brevier, zusammengestellt von Erich Hertzsch, mit einem Vorwort von Klaus-Peter Hertzsch. Evangelische Verlagsanstalt, Leipzig 2001. ISBN 3-374-01804-1.